# Douglas DC-5

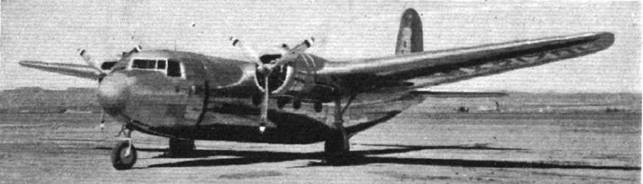
DC-5

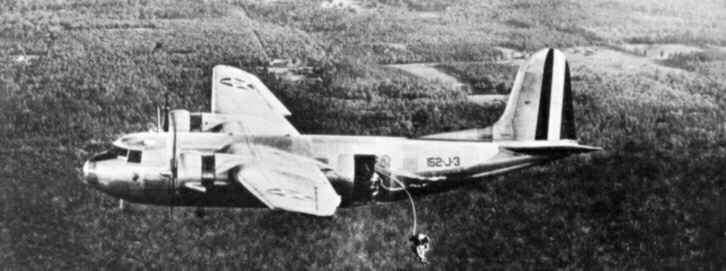
De Douglas R3D

De Douglas DC-5 was een tweemotorig propellervliegtuig voor 16 passagiers, geïntroduceerd in 1940 door de Amerikaanse vliegtuigbouwer Douglas Aircraft Company en bedoeld voor kortere routes dan die waarvoor de DC-3 en DC-4 geschikt waren. In tegenstelling tot de andere toestellen in de DC-reeks was de DC-5 een hoogdekker. Het is het minst bekende van de DC-reeks: er zijn er in totaal slechts twaalf gebouwd waarvan er in 1950 geen enkele meer in dienst was.  

## Geschiedenis
Hoewel Douglas diverse bestellingen kreeg voor de DC-5, annuleerden veel luchtvaartmaatschappijen hun bestellingen tegen de tijd dat het toestel in gebruik zou worden genomen in 1940, vanwege het uitbreken van de Tweede Wereldoorlog. Douglas was toen al aan het overstappen op militaire productie en besloot zich bij de bouw van transportvliegtuigen te concentreren op de DC-3 die zijn waarde al had bewezen. Als gevolg daarvan zijn slechts vijf exemplaren van de DC-5 gebouwd voor de burgerluchtvaart, waarvan één prototype.
Ironisch genoeg werd het prototype (voorzien van slechts 8 stoelen) het privévliegtuig van Douglas' concurrent, vliegtuigbouwer William Edward Boeing; zijn bedrijf was al helemaal omgeschakeld naar militaire productie. Het werd later verkocht aan het Amerikaanse leger en omgebouwd voor militair gebruik.
De andere vier vliegtuigen werden afgeleverd aan de KLM, de enige luchtvaartmaatschappij die niet al zijn bestellingen had geannuleerd. Door de Duitse aanval op Nederland in 1940 zijn deze vier vliegtuigen nooit in Nederland afgeleverd. Twee toestellen werden door de KLM doorverkocht aan het Nederlands-Indisch Gouvernement die ze plaatste bij de KNILM in Nederlands-Indië, waar ze in de loop van 1940 in dienst kwamen. De andere twee vliegtuigen kwamen in gebruik bij de KLM-dochter West-Indisch Bedrijf op de Nederlandse Antillen. Omdat ook die benodigd waren in Nederlands-Indië werden ze in 1941 daarheen getransporteerd en gebruikt door de KNILM. Bij de verovering van Nederlands-Indië door Japan in 1942 viel één DC-5 in Japanse handen. De andere drie ontsnapten naar Australië, waar ze verkocht werden aan het Amerikaanse leger. Twee ervan werden later als civiel vliegtuig gebruikt in Australië, en in 1948 werd de laatst overgebleven DC-5 klaarblijkelijk naar Israël gesmokkeld voor mogelijk militair gebruik. De vliegtuigen in dienst van het Amerikaanse leger werden C-110 genoemd.
Er was ook een militaire versie ontwikkeld van de DC-5 voor de Amerikaanse marine. Deze versie kreeg de naam R3D. Van dit type werden slechts zeven vliegtuigen gebouwd.

## Civiele gebruikers
- KLM-WIB
- KNILM
- William Edward Boeing
- Australian National Airways
- New Holland Airways

## Militaire gebruikers
- US Army Air Force
- US Navy